# Léon Flameng
Marie Léon (Léon) Flameng  (Parijs, 30 april 1877 - Ève, 2 januari 1917) was een Frans wielrenner. Hij nam deel aan de eerste Olympische Spelen in Athene in 1896.
Hij nam deel aan de 333 meter sprint, de tijdrit van 2000 meter, de 10 km en de 100 km. Hij was vrij goed in de lange afstanden, want hij won de 100 km in een tijd van 3:08:19,2. Hij behaalde zilver op de 10 km, na zijn landgenoot Paul Masson. Op de 2 km eindigde hij derde en in de kortste afstand, de 333 meter sprint behaalde hij geen medaille maar moest hij genoegen nemen met een gedeelde vijfde plaats.
Flameng was tijdens de Eerste Wereldoorlog sergeant-piloot bij de 2nd Aviation Group. Hij stierf tijdens een missie in Ève omdat zijn parachute weigerde open te gaan.

## Belangrijkste resultaten
OS 1896
 op de 100 km
 op de 10 km
 in de tijdrit, 2000 m